# 奥地利宗教
奧地利宗教（2021年）
基督教是奧地利的主要宗教。在2001年的人口普查中，全國73.6％的人口是天主教信徒。根據天主教會的統計，截至2016年，天主教信徒的人數已經下降到58.8％。新教福音派的信徒人數更少，2001年約佔總人口的4.7％，到2016年約佔3.4％。自2001年以來，奧地利這兩個歷史上佔統治地位的宗教團體信徒人數下降不少。天主教會指出信徒已經流失了14.8％，路德教會和歸正教會信徒流失1.3％。
由於外來移民增加， 近年來奧地利穆斯林人數有所增加，2001年有4.2％的人口自稱為穆斯林，到2010年穆斯林人口達到約5％至6.2％，2016年有7.9％的穆斯林人口。
東正教信徒佔奧地利人口總數的6％；伊斯蘭和正教會信徒兩個社群都代表近期奧地利的外來移民，特別是來自土耳其和巴爾幹半島的移民。在奧地利還有印度教徒，錫克教徒，佛教徒和猶太人及其他宗教的信徒。
根據統計，2021年奧地利的宗教信徒構成有55.2％的天主教基督徒，22.4％無宗教，8.3％的穆斯林，3.8％的新教基督徒，4.9％的東正教基督徒和0.7％其他宗教。

## 歷史

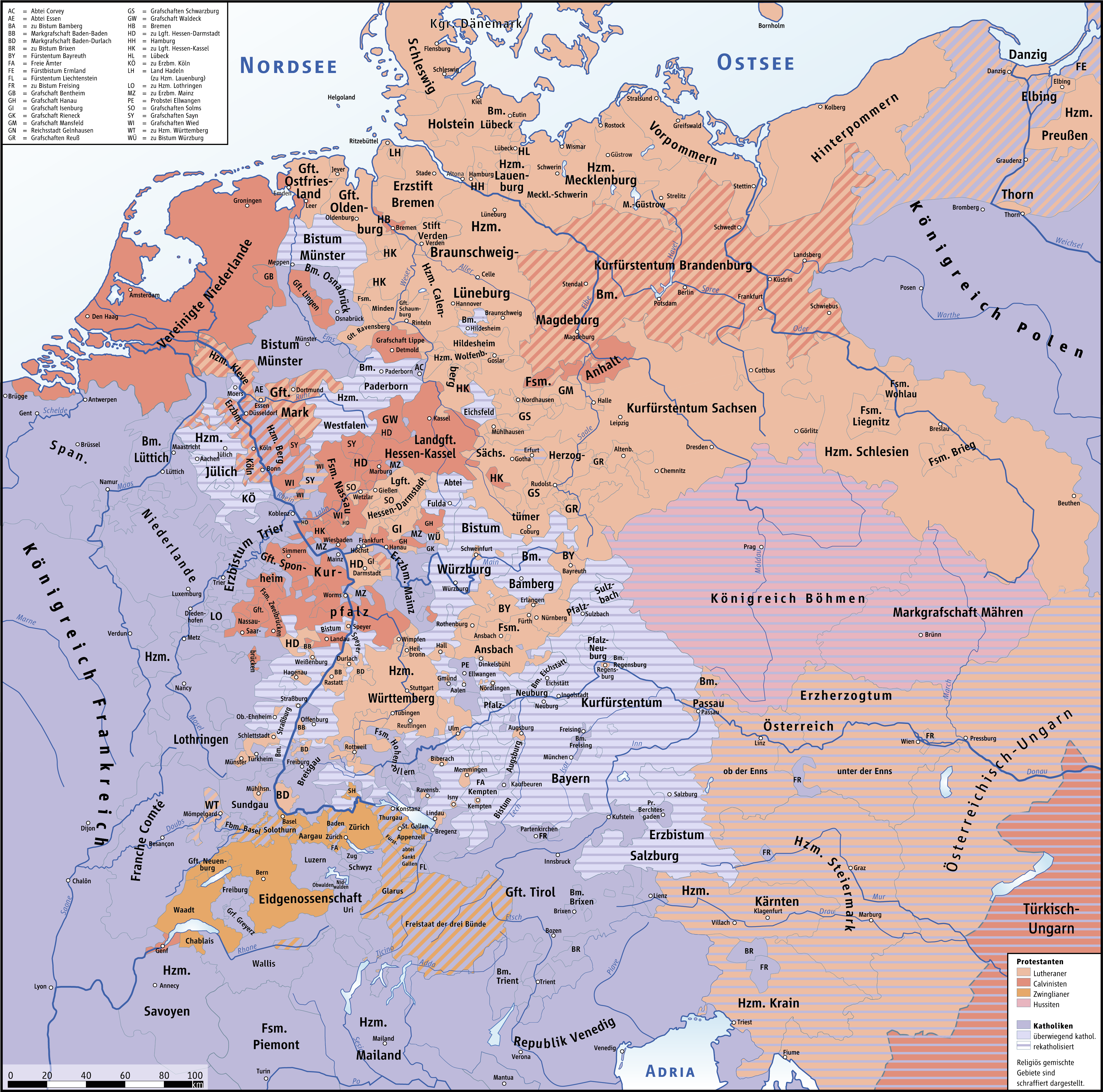
奧地利東部大部分地區在宗教改革後大部分信仰新教路德宗，直到16世紀後期的反宗教改革後才重新信仰天主教

宗教改革時期，路德宗從德國北部傳播到奧地利。在1545年特倫托會議前，奧地利有近一半人口信仰路德宗，少數信奉加爾文宗。奧地利東部比奧地利西部受新教影響深。1545年以後，奧地利在反宗教改革中，天主教重新成為奧地利的主要教會。哈布斯堡王朝實行了嚴格的反宗教改革政策，以恢復天主教會在奧地利的影響。
1775年，奧地利哈布斯堡王朝末代女王玛丽亚·特蕾西亚給予了亞美尼亞禮天主教會在哈布斯堡王朝的地位。
1912年，波士尼亞與赫塞哥維納地區在1908年被奧匈帝國吞併後，伊斯蘭教在奧地利獲得官方認可。

在1938年，維也納的奧地利猶太人社群就有20多萬人，在第二次世界大戰期間只剩下約4500人，納粹大屠殺中約有65,000名奧地利猶太人被殺，另有130,000人移民。現在奧地利的猶太人大多數是戰後移民，特別是來自東歐和中亞（包括布哈拉猶太人）的移民。
佛教在1983年成為奧地利官方認可的宗教。
奧地利受到宗教改革的極大影響，曾經有一大部分人改宗派成了新教基督徒，大部分是路德宗。1545年特倫托會議後，天主教重新成為奧地利主要宗教教派。
近年來，來自土耳其和前南斯拉夫的移民越來越多，使穆斯林和正教會基督徒的比例增加。和其他歐洲國家一樣，近年來奧地利的新異教主義也有所增長。

## 宗教社群

### 基督宗教

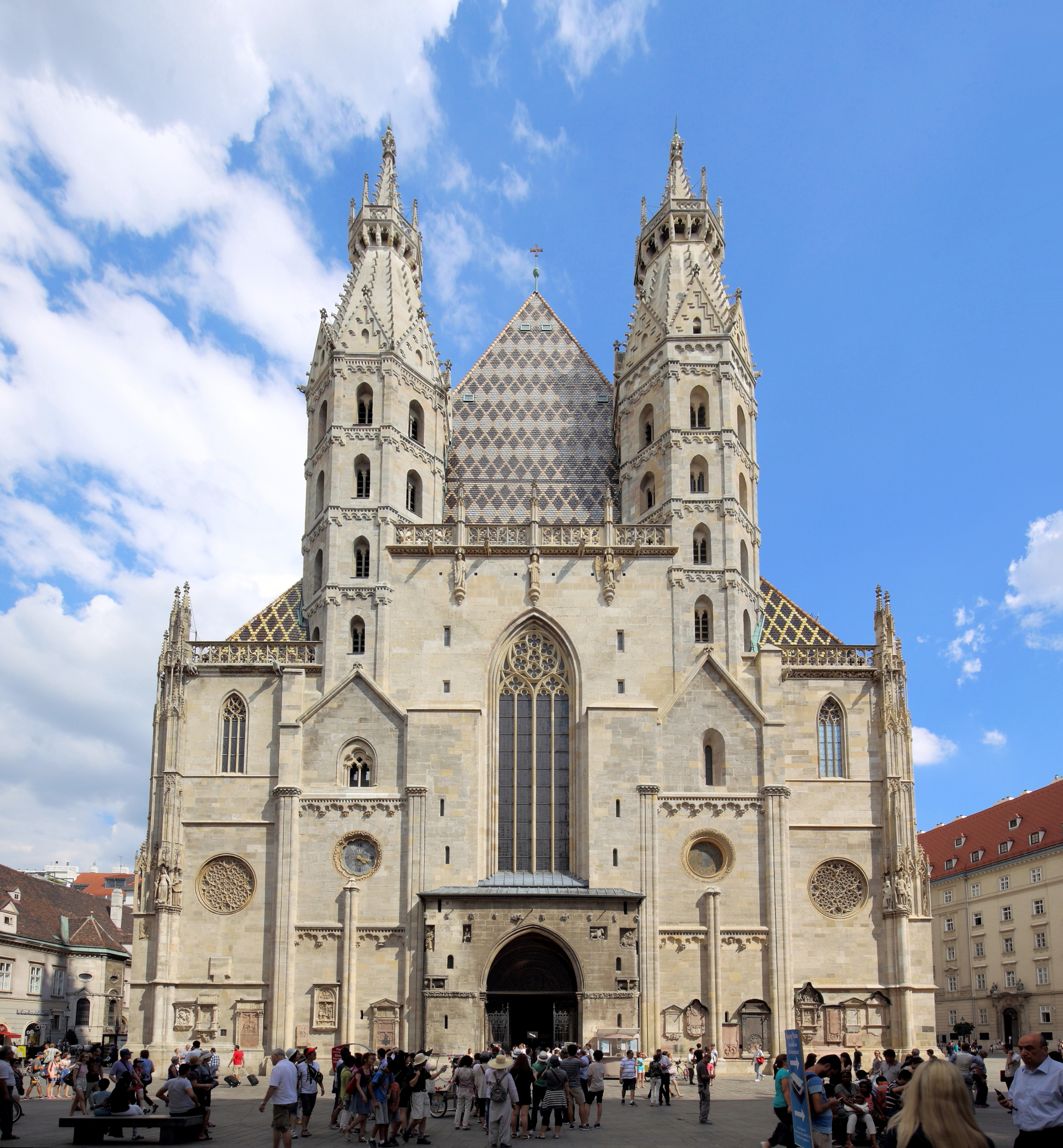
維也納的聖斯德望主教座堂

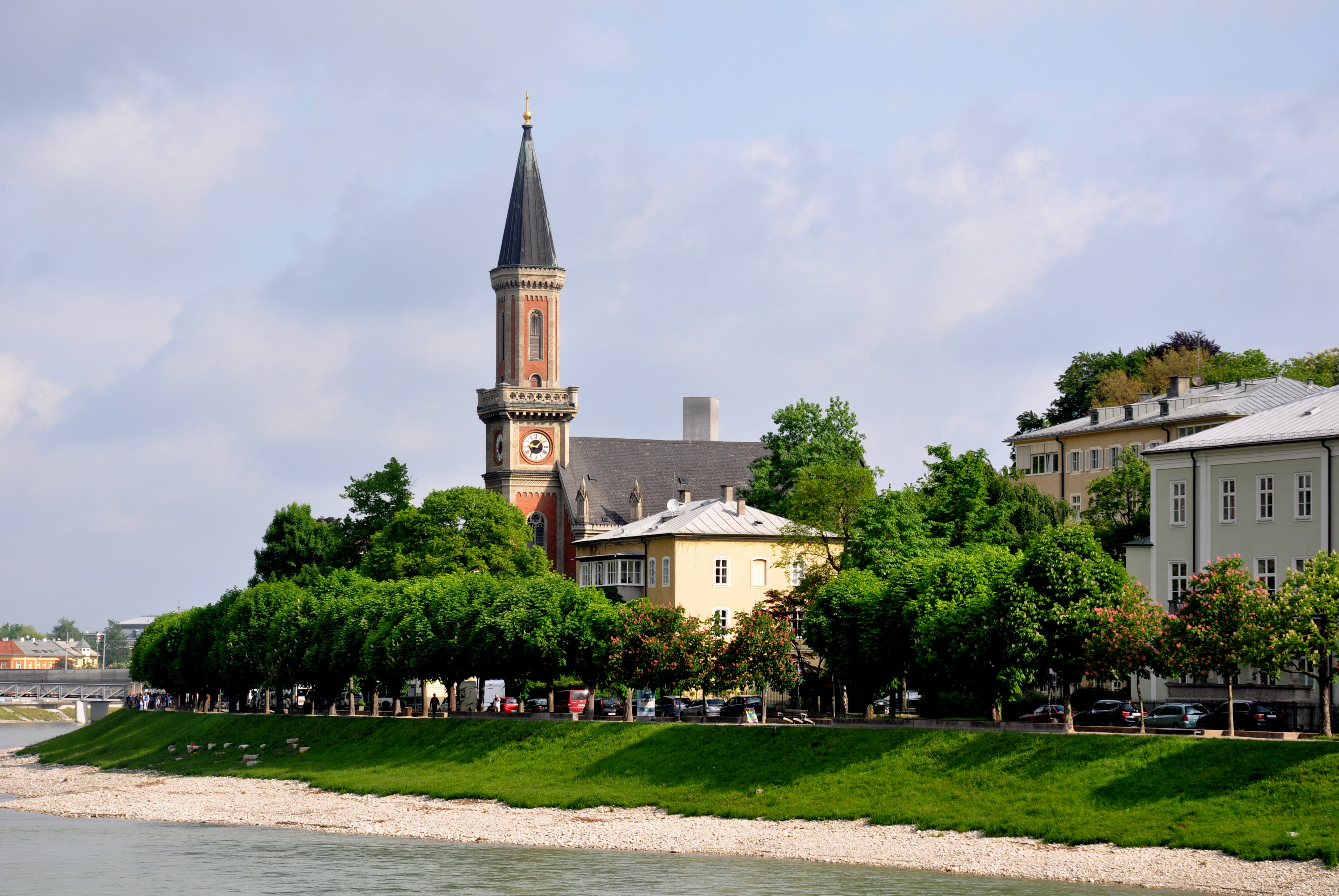
薩爾茨堡的路德宗教堂

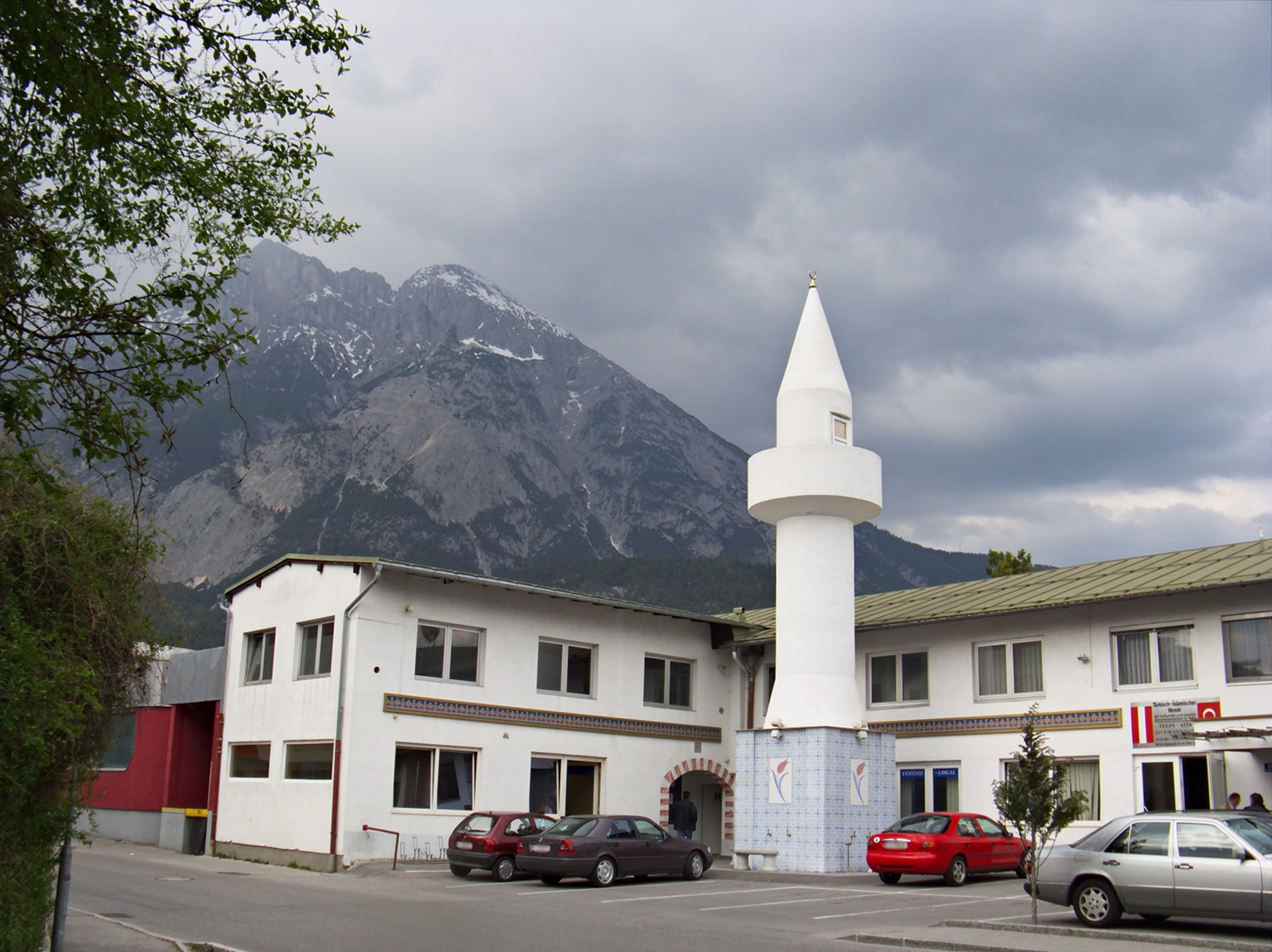
泰爾夫斯的清真寺

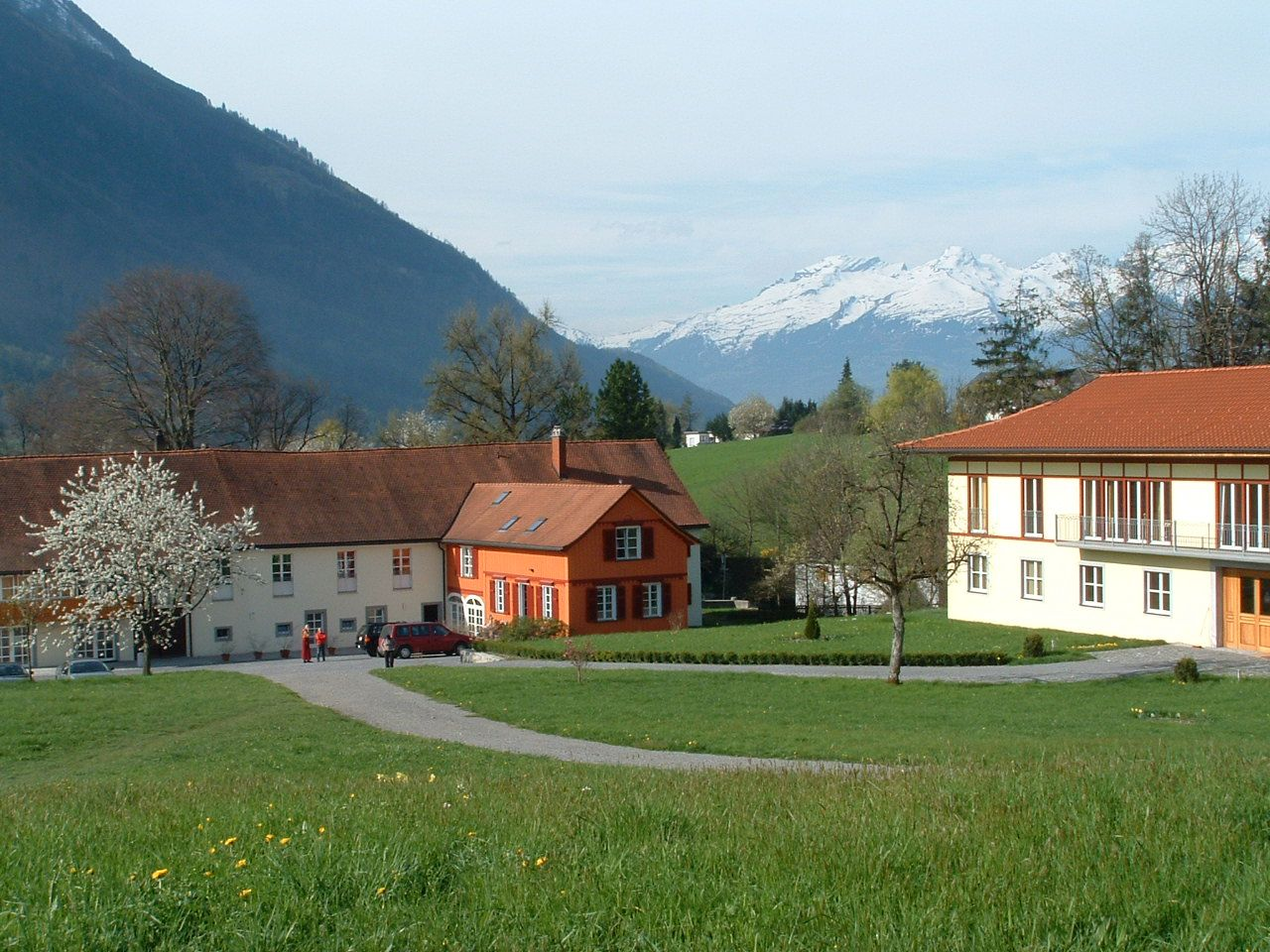
福拉爾貝格邦費爾德基希的佛教寺院

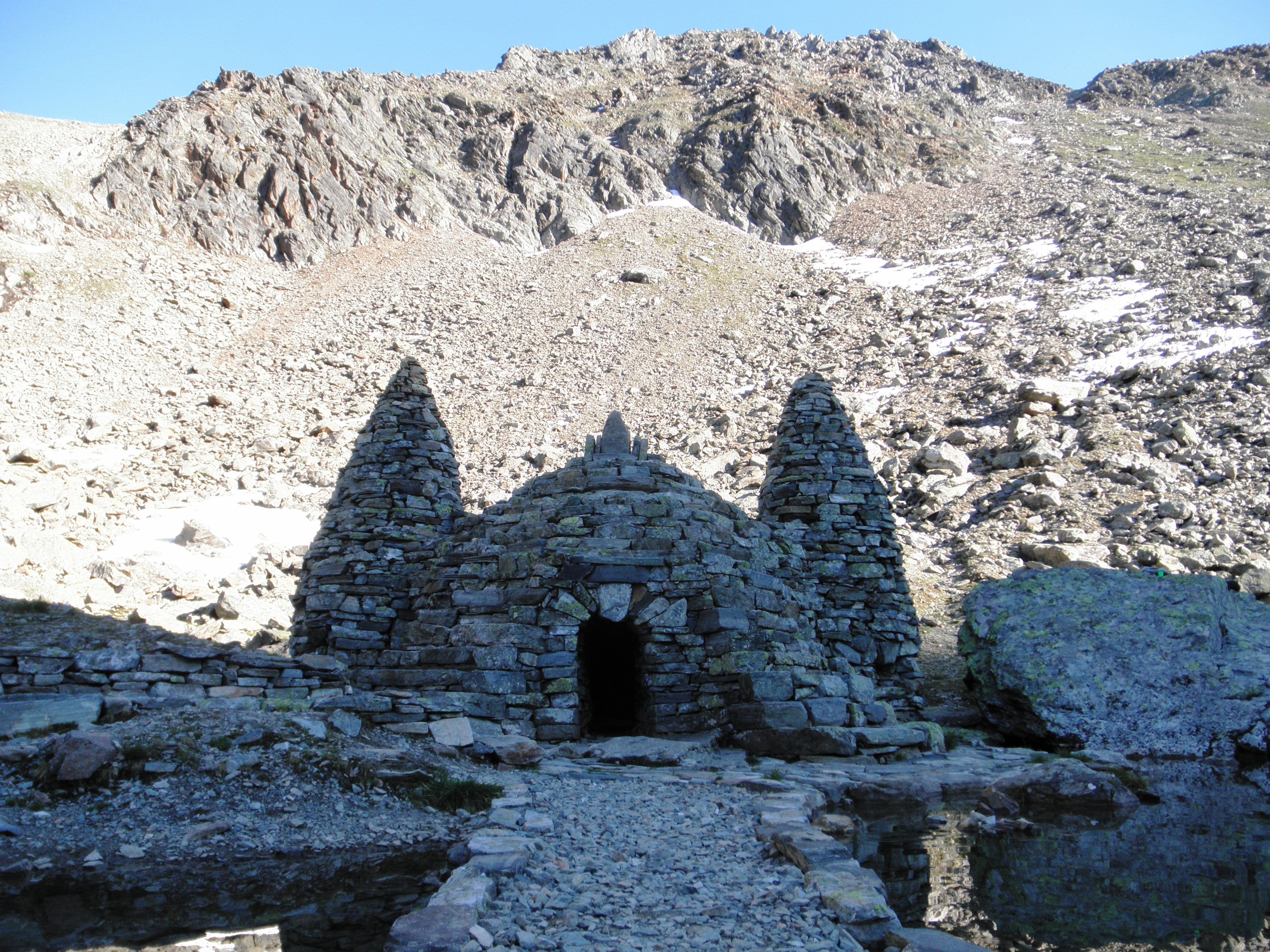
Hundstalsee阿波羅神廟。

#### 天主教
天主教是奧地利主要的基督信仰宗派，2016年佔奧地利總人口的58.8％和64.2％。奧地利的天主教會管理機構是奧地利天主教主教會議，有兩個總教區（維也納、薩爾茨堡），一個自治會院區（天主教韋廷根-梅赫勞自治會院區）。雖然奧地利沒有主教長，但每位主教在自己的教區都是獨立的，只對教宗負責。

#### 基督新教
自反宗教改革成功以來，新教在1951年達到了最多信徒的量，佔6.2％，這是奧地利歷史上的第一次。目前，奧地利新教基督徒約有3.5％的人口。奧地利新教基督徒絕大多數是路德宗（3.4％），少數屬於歸正宗（0.1％）。新的新教教會信徒不斷成長，特別是福音派和五旬節宗。
- 路德宗：奧格斯堡福音派教會（英语：Evangelical Church of the Augsburg Confession in Austria）有大約300,000人（3.4％）的信徒。[4]
- 歸正宗：奧地利歸正教會（英语：Reformed Church in Austria）大約有13,590名信徒。

#### 正教會
由於奧地利有不少巴爾幹移民，正教會教堂在過去幾十年中有所增長。奧地利正教會基督徒最大的群體是塞爾維亞人，奧地利科學院在2016年統計奧地利有4.6％的正教會信徒。

### 伊斯蘭教
由於外來移民增多，特別是來自巴爾幹半島和土耳其的移民，奧地利的穆斯林人數在過去幾十年中大幅增長；2010年，穆斯林人數估計有686,599人（7.9％）比2001年高出了3.7％個百分點。

### 佛教
佛教在奧地利是官方認可的宗教，雖然信徒數量很小（2001年人口普查佛教徒有10,402 人），但佛教在奧地利得到廣泛接受。大多數奧地利佛教徒都是奧地利國民（其中一些是來自亞洲的移民），其他則是外國僑民。

### 印度教
印度教是奧地利的少數族群的宗教，根據2001年的人口普查，奧地利印度教徒有3629人。奧地利印度教組織的代表奧地利的“印度教社區”（HRÖ）宣稱自己為“正式註冊的宗教教派”，但沒有受到奧地利政府全部法律的承認。

## 人口統計
1910年，奧地利人口中有96.8％的基督徒（93.7％天主教，3.1％新教），2,9％是猶太人，0.3％其他宗教。
| 宗教     | 人數      | ％   | 長條圖 |
| -------- | --------- | ---- | ------ |
| 基督宗教 | 6,373,193 | 73.6 | 73.6   |
| 天主教   | 5,563,551 | 64.2 | 64.2   |
| 基督新教 | 412,423   | 4.8  | 4.8    |
| 正教會   | 397,219   | 4.6  | 4.6    |
| 無宗教   | 1,460,339 | 16.9 | 16.9   |
| 伊斯蘭教 | 686,599   | 7.9  | 7.9    |
| 其他宗教 | 142,062   | 1.6  | 1.6    |
| 總人口   | 8,662,193 | 100  | 100    |

### 宗教活動出席的變化
自20世紀下半葉以來，上教堂參加宗教活動的基督徒（天主教徒和新教徒）的人數有所下降（參見表格）。
根據2010年歐盟調查：
- 44％的奧地利公民回答“他們相信有一位上帝”。
- 38％的奧地利公民回答“他們認為有某種精神或生活力量”。
- 12％的奧地利公民回答“他們不相信有任何形式的精神，上帝或生命力”。

## 進一步閱讀
- Reingrabner, Gustav, , Fahlbusch, Erwin  (编),  1, Grand Rapids: Wm. B. Eerdmans: 168–172, 1999, ISBN 0802824137

## 外部連結
- Religion in Austria on Sacred Destinations
- Catholic statistics for 2005 （页面存档备份，存于）
- Eurel: sociological and legal data on religions in Europe （页面存档备份，存于）